# Serie 353 de Renfe
La Serie 353 de Renfe, antiguamente denominadas 3000-T, podrían considerarse como las hermanas mayores y mejoradas de la serie 352 de Renfe, con más potencia y dos cabinas que simplificaba las maniobras. Esta serie contaba con un total de 5 locomotoras diésel hidromecánicas construidas en Alemania por Krauss-Maffei encargadas de remolcar el Talgo III. Poseen el récord de velocidad de más de 220 km/h remolcando Talgo III. Fueron encargadas para la inauguración del Talgo III RD (Rodadura Desplazable) para la relación Madrid-París vía Burgos, Vitoria, Hendaya y Burdeos.
Se construyeron 5 unidades, y algunas de ellas recibieron bogies de ancho internacional para atender las relaciones Madrid-París, Barcelona-Ginebra vía Narbona, Montpellier y Culoz, y Barcelona-París tras pasar la frontera situada en los intercambiadores de ancho de las estaciones de Irún y Portbou, tras lo cual, se hacían cargo del tren hasta llegar a su destino.
Actualmente, y debido a accidentes e incendios, sólo se conserva en buen estado la 353.005 Virgen de la Bien Aparecida, que está custodiada por la Fundación de los Ferrocarriles Españoles (FFE) y expuesta en el Museo Ferroviario de Villanueva y Geltrú, en Cataluña. Las 3000T o 353, están equipadas con una cabina en cada testero. Se recibieron entre el 1968 y 1969 y mantuvieron la misma filosofía técnica de dos motores Maybach de 12 cilindros en V, con más potencia, 1500 CV a 1600 rpm, proporcionando un esfuerzo de 268 kN. La transmisión hidromecánica, con dos convertidores de par y 4 marchas, y un poco más pesadas, allá por las 88 tm.
Las locomotoras estaban pintadas en colores rojo-plateados. Se pasearon algunas de ellas por las vías de la SNCF, ya que fueron provistas de bogies en ancho europeo, arrastrando por tanto las composiciones Talgo III RD.
Esta serie también tuvo sus días de gloria, ya que durante algún tiempo ostentaron el récord de velocidad mundial en tracción Diésel. Entre Alcázar de San Juan y Rio Záncara, el 4 de mayo del 1978, la 353-001 alcanzó los 230 km/h.
Las electrificaciones masivas de los años ochenta redujeron el radio de acción de las 352 y 353, operando básicamente en los ejes Badajoz/Lisboa, Granada/Almería, Murcia/Cartagena y por el corredor directo Madrid-Burgos.  Para las 353 la jubilación llegó el 25 de septiembre de 2003, siendo la número 005 la que cerró este ciclo de casi 31 años funcionando a la perfección, a pesar de los problemas crónicos de juntas de culatas quemadas. Gracias a que los talleres de Talgo en Aravaca estaban completamente equipados y llevados por personal muy cualificado, cualquier incidencia se solventaba como era debido.

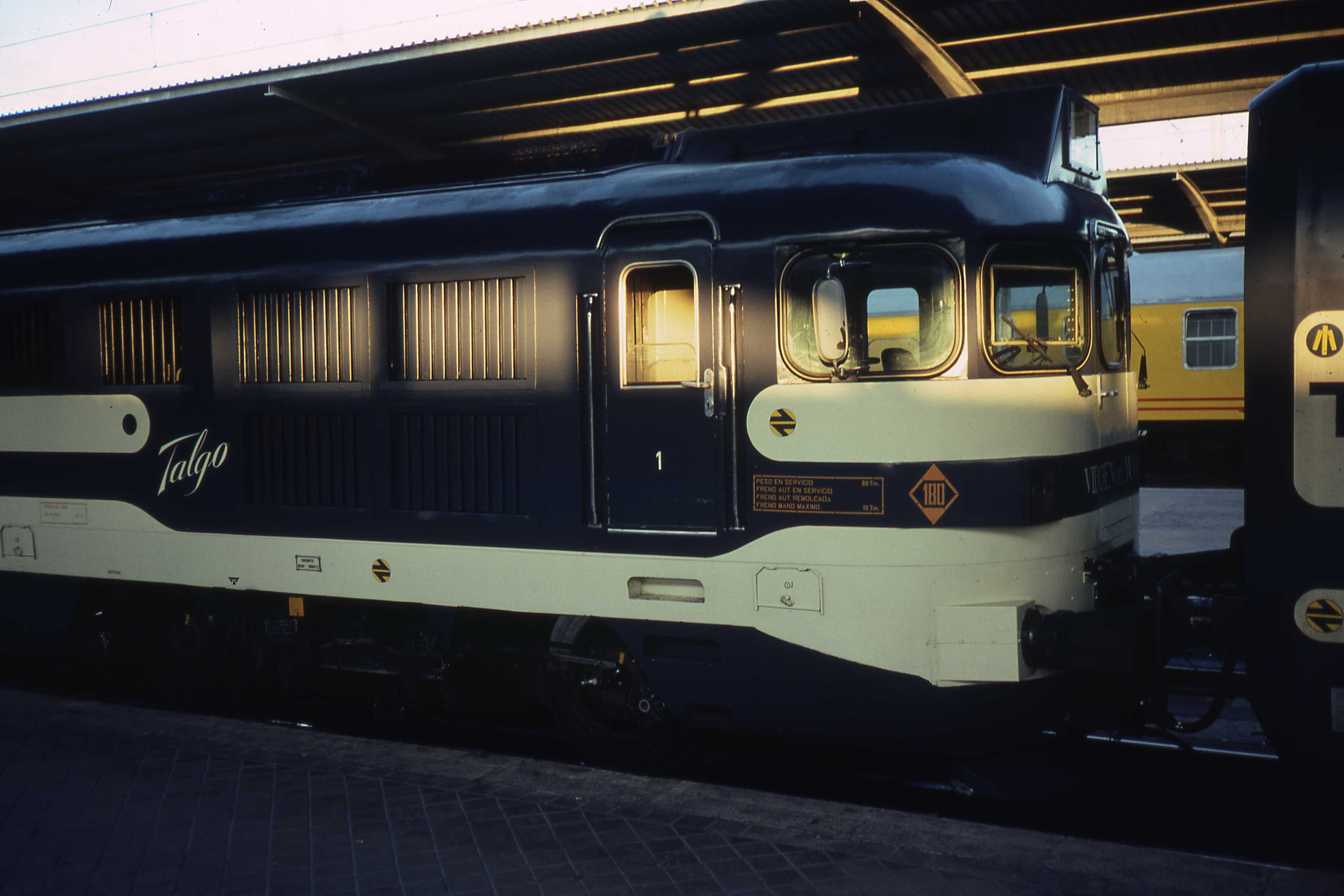
Locomotora 353.003 con la decoración pendular en la estación de Madrid-Chamartín, en 1981.

## Nombres
- 353-001 (3001-T) Virgen de Lourdes
- 353-002 (3002-T) Virgen de Fátima
- 353-003 (3003-T) Virgen de Yugo
- 353-004 (3004-T) Virgen de la Paloma
- 353-005 (3005-T) Virgen de la Bien Aparecida